# Gudda Gudda
Gudda Gudda, de son vrai nom Carl Lilly, Jr., né le 11 mars 1983 à San José, en Californie, est un rappeur américain. Il est à l'origine membre du groupe Squad Up avec Kidd Kidd et Lil Wayne. Après s'être longtemps lié d'amitié avec Wayne, il signe aux labels Young Money Entertainment, Cash Money Records, puis chez Republic Records.

## Biographie

### Jeunesse et débuts (1983–2003)
Gudda est né Carl Lilly le 11 mars 1983 in à San José, en Californie. Encore bébé, il emménage avec sa famille à La Nouvelle-Orléans. Il grandit dans le 9th Ward, où il se lie d'amitié avec Lil Wayne à 14 ans. Bien avant leur rencontre, Gudda pensait déjà à faire carrière dans le rap. À ses débuts dans le rap, Wayne devient le mentor et l'inspiration de Gudda, qu'il aide dans ses premières rimes. Ensemble, ils forment le groupe Squad Up aux côtés des rappeurs Dizzy et Kidd Kidd. De 2002 à 2003, Gudda participe à sept mixtapes publiées par Squad Up,.

### SérieGuddavilleet collaborations (2005–2012)
Gudda Gudda devient l'un des premiers musiciens signés au label de Lil Wayne, Young Money Entertainment, depuis son lancement en 2005. Gudda était présent le jour où Wayne voulait fonder Young Money. Il signe ensuite un contrat avec Cash Money Records et Republic Records. Le 26 mai 2009, Gudda publie Certified, un album collaboratif avec son ami et rappeur Lil Flip, publié sur Real Talk Entertainment. L'album est généralement bien accueilli par la presse spécialisée. Le 28 septembre 2009, Gudda publie sa première mixtape en solo, Guddaville, qui fait notamment participer Lil Wayne, Drake, Tyga, Lil Twist, Nicki Minaj, Jae Millz, Shanell, Mack Maine, Lil Flip, Tity Boi, Bow Wow, et Ya Boy. Il explique le thème de ses mixtapes à MTV : « Je fais explorer aux autres ma vision des choses. Avant, on m'entendait seulement quand j'étais en groupe. Guddaville n'est qu'un moyen de m'exprimer sur différents sujets. »
Gudda participe à l'album Pricele$$ de Birdman, sur la chanson Hustle, et en particulier sur l'album de Young Money, We Are Young Money, aux singles Every Girl et BedRock, en plus de huit autres chansons. Les deux singles atteignent le top 10 du Billboard Hot 100. Il participe également à la chanson I Don't Like the Look of It sur l'album I Am Not a Human Being de Lil Wayne. Le 7 juin 2010, Gudda publie la suite de sa première mixtape, intitulée Back 2 Guddaville. Sa deuxième mixtape officielle fait notamment participer Waka Flocka Flame, Mack Maine, Jay Rock, Lil Wayne, Vado, Ya Boy et Jae Millz,.
Puis, pendant deux ans, Gudda devient inactif et peine à publier de nouvelles chansons. Il participe au remix du titre I'm On avec Big K.R.I.T., Jadakiss, J. Cole, Kendrick Lamar, B.o.B, Tyga, et Bun B. Le 5 novembre 2012, Gudda annonce la liste des titres de sa troisième mixtape Guddaville 3. La liste révèle la participation de Wiz Khalifa, 2 Chainz, Lil Wayne, Mystikal, Crooked I, Trae tha Truth, Ace Hood, Future, Jae Millz, Birdman, Kevin Gates, Tyga, et Mack Maine. Deux jours plus tard, le 7 novembre 2012, Gudda publie Guddaville 3. À cette période, il forme le groupe Loyalty Amongst Thieves, avec Kevin Gates, Flow et T-Streets, durant laquelle il prévoit la publication d'une nouvelle mixtape.

### RedrumetGuddaville: The Album(depuis 2013)
Le 11 mars 2013, Gudda publie sa quatrième mixtape, Redrum. La mixtape fait notamment participer Busta Rhymes, Jae Millz, Cory Gunz, Boo, et Charlie Rock. Elle est produite notamment par Cardiak, Young Chop, I.N.F.O., et Jahlil Beats. La mixtape contient plusieurs chansons non publiées sur Guddaville 3. Après cette publication, Gudda annonce son premier album studio, Guddaville: The Album, plus tard confirmé pour 2014,. Il annonce également une nouvelle mixtape, Guddaville 4, avant la sortie de son album. Entretemps, il révèle la fondation de sa compagnie de production, Gudda Music, et une mixtape Loyalty Amongst Thieves,.
Billboard félicite son verset sur la chanson Gunwalk extraite de l'album I Am Not a Human Being II de Lil Wayne. Gudda et Mack Maine sont les seuls rappeurs participant à The H, une mixtape de Rick Ross et Birdman. Il participe aussi à deux chansons sur la compilation Rich Gang, incluant Panties To The Side avec Bow Wow, French Montana et Tyga. Il confirme la participation sur son album Guddaville: The Album de Lil Wayne, Busta Rhymes, et Drake, et souhaiterait voir collaborer Kool G Rap ou Dr. Dre. Le 11 mars 2014, Young Money publie sa deuxième compilation, Young Money: Rise of an Empire, dans laquelle Gudda participe à deux chansons, Fresher Than Ever et You Already Know. L.A.T (Loyalty Amongst Thieves) sera publié en juillet 2014.

## Discographie

### Albums collaboratifs
- 2009 : Certified (avec Lil' Flip)
- 2013 : Rich Gang
- 2014 : Young Money: Rise of an Empire

### Mixtapes
- 2009 : Guddaville
- 2010 : Back 2 Guddaville
- 2012 : Guddaville 3
- 2013 : Redrum

### Compilations
- 2009 : We Are Young Money[20]
- 2013 : Rich Gang[21]
- 2014 : Young Money: Rise of an Empire[22]